# 슈퍼맨: 둠스데이
《슈퍼맨: 둠스데이》(영어: Superman: Doomsday)는 슈퍼맨을 소재로 한 2007년 비디오 영화이다. 슈퍼맨 만화의 역사적인 스토리라인 "슈퍼맨의 죽음"을 기반으로 브루스 팀이 연출한 작품이다. 애덤 볼드윈이 슈퍼맨 역 성우를 담당했다.

## 출연진
- 애덤 볼드윈 - 슈퍼맨
- 앤 헤이시 - 로이스 레인
- 제임스 마스터스 - 렉스 루터
- 존 디마지오 - 토이맨
- 톰 케니 - 슈퍼맨 로봇
- 스우시 커츠 - 마사 켄트
- 크리 서머 - 머시 그레이브스
- 레이 와이즈 - 페리 화이트
- 애덤 와일리 - 지미 올슨
- 케빈 스미스, 킴벌리 브룩스, 타운젠드 콜먼, 크리스 콕스, 제임스 아널드 테일러